# Чирянка мала
Чирянка мала (Anas crecca) — численний та широко розповсюджений вид качки, що гніздиться в помірному кліматі палеарктики, а взимку мігрує на південь. Поширена на більшій частині Європи та Азії, в тому числі в Україні. Часто зветься просто чирянкою через те, що вона є єдиним представником цих невеликих водоплавних качок на більшій частині свого ареалу. Мала чирянка — найдрібніша з європейських видів качок.
Поза сезоном розмноження це зграйна качка, яка може утворювати великі колонії. Зазвичай зустрічається на закритих водно-болотних угіддях і живиться насінням та водними безхребетними. Північноамериканська зеленокрила чирянка (A. carolinensis) раніше вважалася (а іноді й досі вважається) підвидом A. crecca.

## Опис

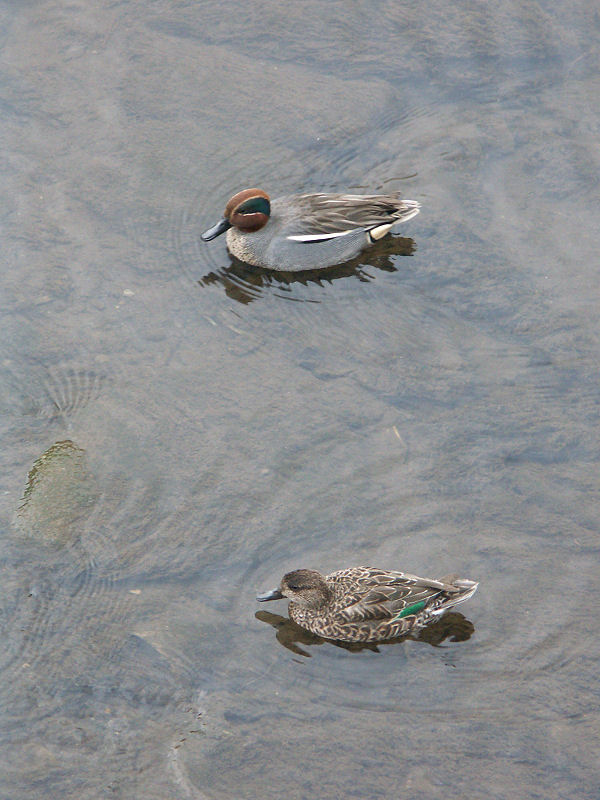
Самець (зверху) та самиця (знизу)

Чирянка мала — один з найдрібніших сучасних видів качок, завдовжки 34—43 см, із середньою вагою 360 г для селезня і 340 г для качки. Довжина крила становить 17,5—20,4 см, а розмах крил  53—59 см. Довжина дзьоба становить 3,2—4 см, а лапок — 2,8—3,4 см.
У селезнів у шлюбному оперенні голова і верх шиї брунатного кольору, з широкою переливчастою темно-зеленою плямою краплеподібної форми, яка починається перед оком і тягнеться дугою до задньої частини шиї. Облямована тонкими жовтувато-білими лініями. Груди вохристі з невеликими круглими бурими плямами. Центр черева білий, а решта оперення тіла переважно біле з тонким й рясним чорнуватим візерунком. Первинне махове пір'я темно-сірувато-коричневе. Дзеркальце переливчасте чорнувато-зелене з білими полями. Задня частина крила білувата, з сірими маховими. Хвіст і покривні пера чорні, з яскравими жовтувато-бурими трикутними ділянками з обох боків хвоста.

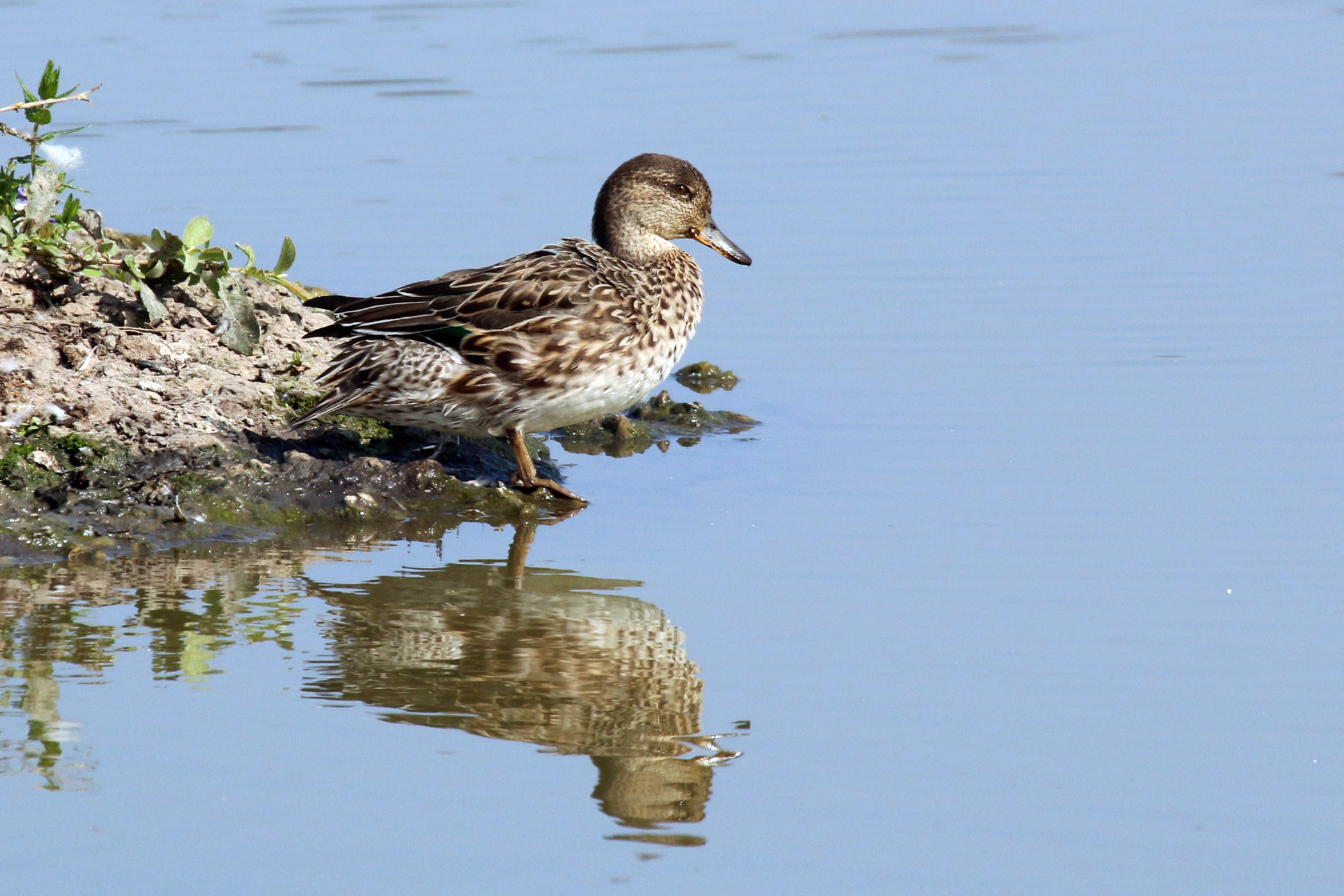
Самиця

У нешлюбному оперенні селезень більше схожий на качку. Він більш однорідний за забарвленням, з темною головою і рудиментарними мітками на обличчі. Сама качка жовтувато-бура, спина та крила дещо темніші. Вона має темну сірувато-коричневу верхню частину голови, задню частину шиї, смужку очей та візерунок на пір'ї. Загалом вони дуже схожі на крихітну самку крижня (A. platyrhynchos). Забарвлення крил подібне до селезня, але з коричневим, а не сірим покривним пір'ям. Махове пір'я качки має жовтувато-білі кінчики, середина живота білувата з темними смугами.

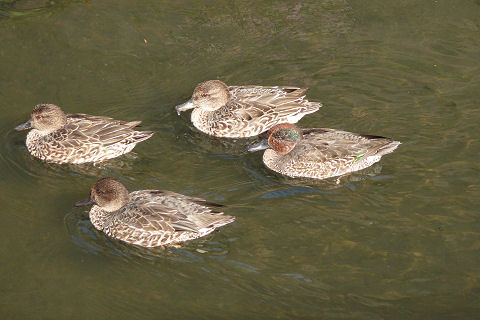
Селезень у нешлюбному оперенні (найправіший), качка та молодняк

Молодняк забарвлений подібно до качок, але має сильніший візерунок. Пташенята забарвлені як і всі інші водоплавні каченята: зверху коричневі, знизу жовті, з жовтим надхвістям. Їх можна впізнати за крихітним розміром: при вилупленні вони важать лише 15 г.
Дзьоб селезня темно-сірий, у нешлюбному оперенні часто з легким зеленуватим або коричневим відтінком біля основи. У качок і молодняку дзьоб рожевий або жовтуватий біля основи з темно-сірим кінчиком. З віком сірий колір поширюється до основи. Лапки темно-сірі у самців і сірувато-оливкові або сірувато-коричневі у самок і молодняку. Райдужка завжди коричнева.
Линяє влітку. Махове пір'я линяє одночасно, із-за чого птахи не можуть літати до 4 тижнів.
Селезні чирянки малої у шлюбному оперенні відрізняються від американських чирянок відсутністю горизонтальної білої смуги збоку тулуба.

## Поширення

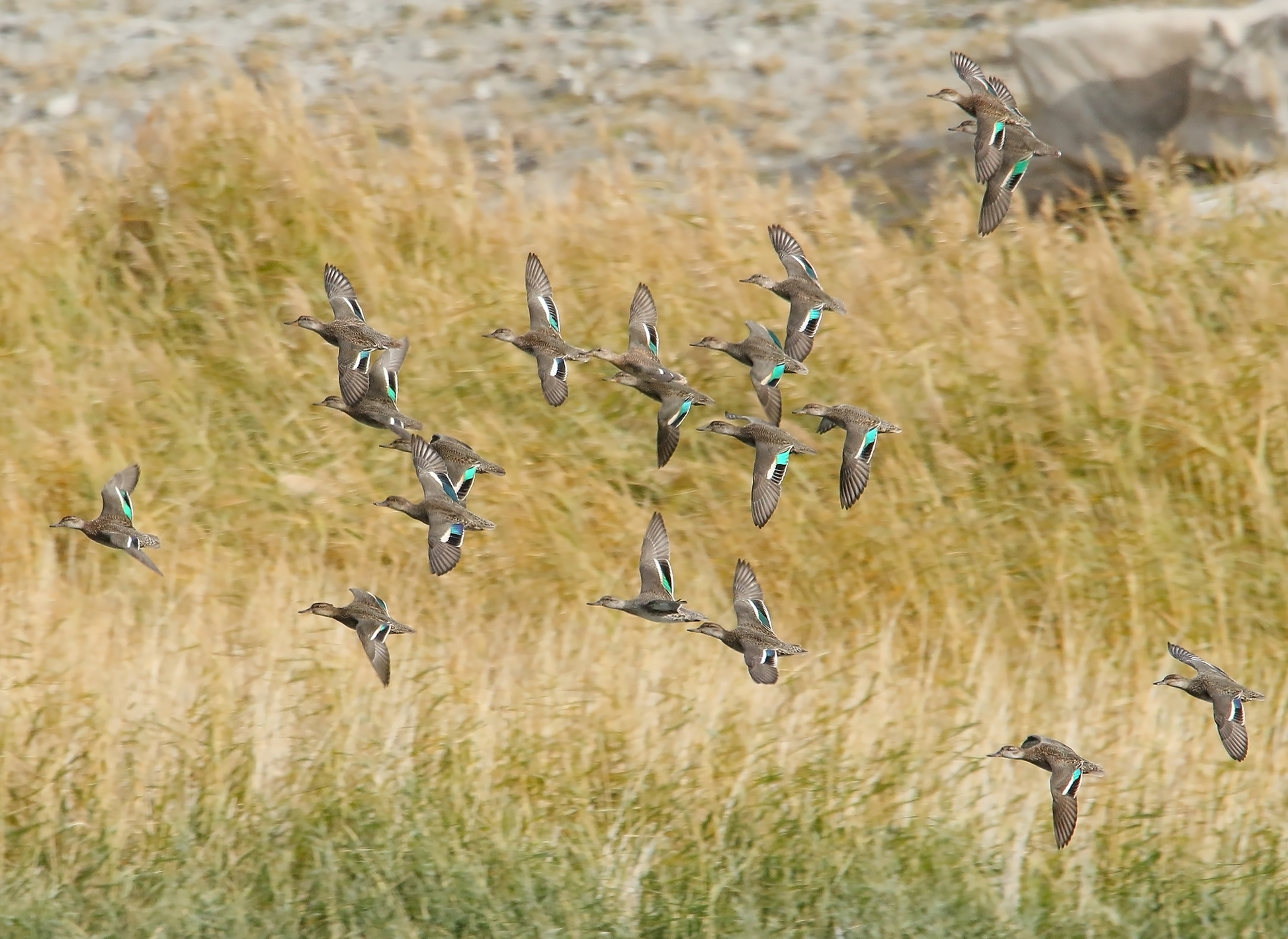
У польоті

Чирянка мала гніздиться в палеарктиці й здебільшого зимує далеко на південь від свого гніздового ареалу. Однак у м'якшому кліматі помірної Європи її літні та зимові ареали перетинаються.
На Кавказі, заході Малої Азії, вздовж північного узбережжя Чорного моря і навіть на південному узбережжі Ісландії та на Вестманнових островах цей вид можна зустріти цілий рік. В Україні гніздиться головним чином в Поліському регіоні; під час міграції трапляється на всій території; регулярно зимує біля морського узбережжя, інколи тримається взимку на водоймах в глибині суходолу.
Взимку щільно заселяють Середземномор'я, зокрема весь Піренейський півострів і простягаються на захід до Мавританії. Заселяють Японію, Тайвань та Південну Азію. Інші важливі місця зимівлі включають майже всю довжину долини Нілу, регіон Близького Сходу та Перської затоки, гірські хребти північного Ірану, Південної Кореї та континентальної Східної та Південно-Східної Азії.

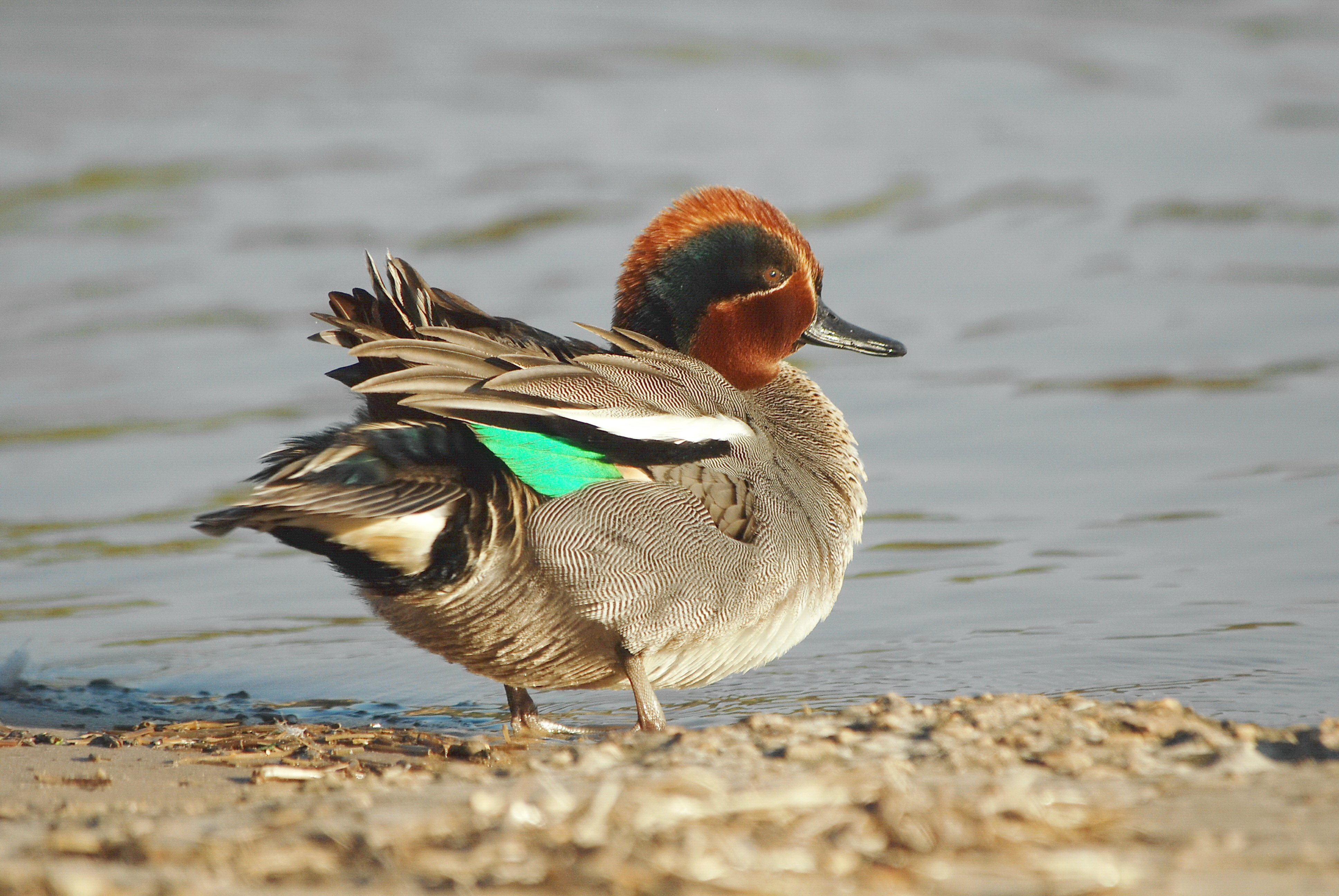
Anas crecca, долина Хула, Ізраїль

Загалом, чирянка мала набагато менш поширена, ніж її американська посестра, однак все ще дуже численна. Її чисельність в основному оцінюється за кількістю птахів, що зимують. Близько 750 000 птахів щорічно реєструється на узбережжі Середземного і Чорного морів, 250 000 — в помірній Західній Європі та понад 110 000 — в Японії. У 1990 і 1991 роках було проведено більш детальний підрахунок, в результаті якого було виявлено понад 210 000 птахів, що зимують в Ірані, близько 109 000 в Пакистані, близько 77 000 в Азербайджані, близько 37 000 в Індії, 28 000 в Ізраїлі, понад 14 000 в Туркменістані та майже 12 000 на Тайвані. Наразі чисельність цього виду залишається стабільною, її повільне скорочення на 1—2 % на рік у 1990-х роках відбувалась, ймовірно, переважно через осушення та забруднення водно-болотних угідь. МСОП та BirdLife International класифікують чирянку малу як вид під найменшою загрозою зникнення, що залишилося незмінним після її відокремлення від більш численного виду A. carolinensis.
Чирянка мала — один з видів, на які поширюється дія Угоди про збереження афро-євразійських мігруючих водно-болотних птахів (AEWA).

## Спосіб життя
У період розмноження — поширений мешканець закритих прісноводних водно-болотних угідь з високою рослинністю, наприклад, тайгових боліт або невеликих озер і ставків з великими заростями очерету. Взимку його часто можна побачити в солонуватих водах і навіть у закритих бухтах і лагунах уздовж морського узбережжя.
За винятком періоду гніздування, птахи тримаються невеликими зграями. Мала чирянка від інших видів відрізняється вузькими та гострими крилами. Ця особливість забезпечує птахові найшвидший політ. Мала чирянка літає майже безшумно, з частими поворотами тіла. Ця качка може злітати й з води, і з суші майже вертикально вгору.
Звуки: «крік-крік» і «га-га-га».
Максимальна зареєстрована тривалість життя — хоча незрозуміло, чи йдеться про чирянку малу, чи американську — становила понад 27 років, що є досить високим показником для такого маленького птаха.

### Раціон
Більшу частину їжі птахи знаходять у воді. Вони опускають дзьоб у воду і відціджують з води їжу. Чирянка може занурювати голову, а іноді навіть пірнати, щоб дістатися їжі. У період розмноження харчується переважно водними безхребетними, такими як ракоподібні, комахами та їхніми личинками, молюсками та черв'яками. Взимку переходить на переважно рослиноїдну дієту, харчуючись насінням водних рослин і трав, у тому числі осок і злаків. Протягом усього сезону розмноження ведуть денний спосіб життя, взимку часто ведіть сутінковий або навіть нічний спосіб життя.

### Розмноження

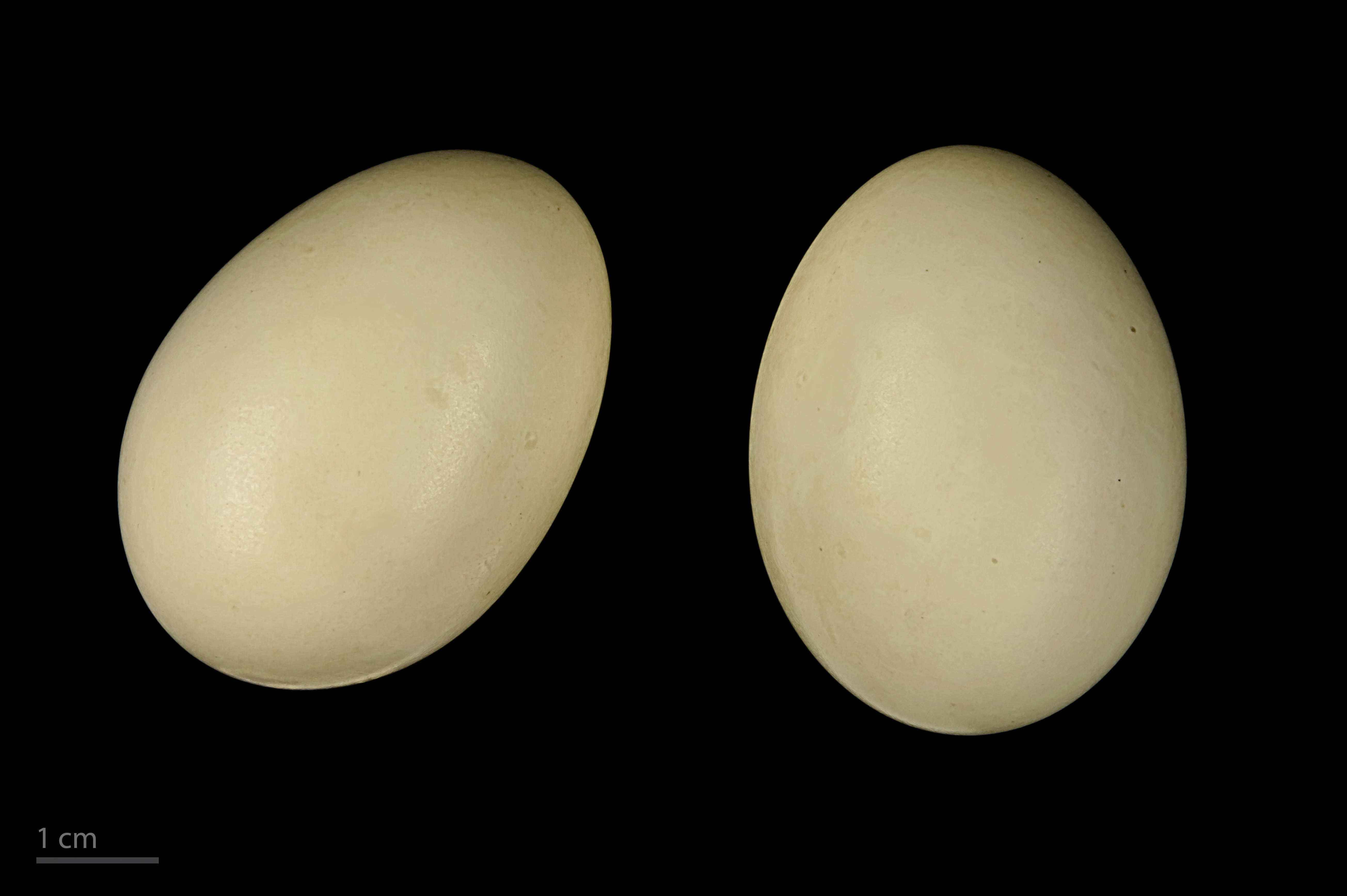
Яйця малої чирянки — Тулузький музей

Статеве дозрівання настає у віці 1 року. Гніздиться у заростях біля води у заглибленнях, вистелених пухом й сухим листям. Пари формуються ще на зимівлях і разом прилітають на місця гніздування, починаючи приблизно з березня. 
Після відкладення яєць селезні залишають качок і відлітають, збираючись у зграї на озерах, де вони линяють у нешлюбне оперення. Зазвичай вони зустрічаються зі своїм потомством лише взимку. Кладка може складатися з 5—16, частіше 8—11 жовтуватих яєць. Насиджує яйця тільки самка протягом 21—23 днів. Пташенята залишають гніздо невдовзі після вилуплення і перебувають під опікою матері близько 25—30 днів, після чого злітають.